# プレストウィック・ゴルフ・クラブ
プレストウィック・ゴルフ・クラブ(Prestwick Golf Club)はスコットランド西海岸地域に位置するプレストウィックに所在するゴルフコースの名前である。

## 解説
ゴルフの4大メジャートーナメントの中で最も歴史がある全英オープンの第1回大会（1860年）の開催コースとして知られる。
その後も連続12回を含む、合計24回の全英オープンがこのコースで開催されたが、1925年大会を最後に、それ以降は一度も開催されていない。ギャラリースタンドや放送施設を設置するためのスペースが十分ではなく、構造上の問題から今後も開催される可能性はほとんどないとされている。
ちなみに1番ホールのティーグラウンド脇には今日も鉄道の駅があり、そのホールは線路に沿ってレイアウトされている。蒸気機関車こそ走っていないが、現在も通勤列車が走っており、ティーショットを右に曲げると列車に当たる可能性があるほど線路に近い。
5番ショートホールも特徴的で、ティーグラウンドからグリーンがまったく見えない。ドッグレッグなどではなく、ティーグラウンドとグリーンの間に山があるためである。ゴルフコース内の山としては異常に高く、少し前方に歩いて旗の位置を確認しに行けるような環境ではなく、キャディーの指示に従っていわゆる山勘で打つしかない。このホールのグリーン脇には鐘が設置されており、グリーンを離れる際に後続の組にその鐘を鳴らし、グリーンが空いたことを知らせる。17番ホールにも同様な鐘がある。
メンバーコースではあるが、ビジターも曜日や時間帯によってはプレーできる場合がある。
近隣には、現在も全英オープン開催コースとなっているロイヤルトルーン、ターンベリーがある。最も近い主要都市はグラスゴーで、車で約1時間。

## 全英オープン
当地で開催された全英オープン優勝者の一覧
| Year | Winner                       | Score | Score | Score | Score | Score |
| Year | Winner                       | R1    | R2    | R3    | Total |       |
| ---- | ---------------------------- | ----- | ----- | ----- | ----- | ----- |
| 1860 | ウィリー・パーク・シニア 1st | 55    | 59    | 60    | 174   |       |
| 1861 | トム・モリス・シニア 1st     | 54    | 56    | 53    | 163   |       |
| 1862 | トム・モリス・シニア 2nd     | 52    | 55    | 56    | 163   |       |
| 1863 | ウィリー・パーク・シニア 2nd | 56    | 54    | 58    | 168   |       |
| 1864 | トム・モリス・シニア 3rd     | 54    | 58    | 55    | 167   |       |
| 1865 | アンドリュー・ストラス 1st   | 55    | 54    | 53    | 162   |       |
| 1866 | ウィリー・パーク・シニア 3rd | 54    | 56    | 59    | 169   |       |
| 1867 | トム・モリス・シニア 4th     | 58    | 54    | 58    | 170   |       |
| 1868 | トム・モリス・ジュニア 1st   | 51    | 54    | 49    | 154   |       |
| 1869 | トム・モリス・ジュニア 2nd   | 50    | 55    | 52    | 157   |       |
| 1870 | トム・モリス・ジュニア 3rd   | 47    | 51    | 51    | 149   |       |
| 1872 | トム・モリス・ジュニア 4th   | 57    | 56    | 53    | 166   |       |
| 1875 | ウィリー・パーク・シニア 4th | 56    | 59    | 51    | 166   |       |
| 1878 | ジェイミー・アンダーソン 2nd | 53    | 53    | 51    | 157   |       |
| 1881 | ボブ・ファーガソン 2nd       | 53    | 60    | 57    | 170   |       |

| 1884 | ジャック・シンプソン 1st       | 78 | 82 | 160 |
| 1887 | ウィリー・パーク・ジュニア 1st | 82 | 79 | 161 |
| 1890 | ジョン・ボール (a) 1st         | 82 | 82 | 164 |

| Year | Winner                         | Score | Score | Score | Score | Score |
| Year | Winner                         | R1    | R2    | R3    | R4    | Total |
| ---- | ------------------------------ | ----- | ----- | ----- | ----- | ----- |
| 1893 | ウィリアム・オークタロニー 1st | 78    | 81    | 81    | 82    | 322   |
| 1898 | ハリー・バードン 2nd           | 79    | 75    | 77    | 76    | 307   |
| 1903 | ハリー・バードン 4th           | 73    | 77    | 72    | 78    | 300   |
| 1908 | ジェームズ・ブレイド 4th       | 70    | 72    | 77    | 72    | 291   |
| 1914 | ハリー・バードン 6th           | 73    | 77    | 78    | 78    | 306   |
| 1925 | ジム・バーンズ 1st             | 70    | 77    | 79    | 74    | 300   |

(a) denotes amateur